# Cartofilia

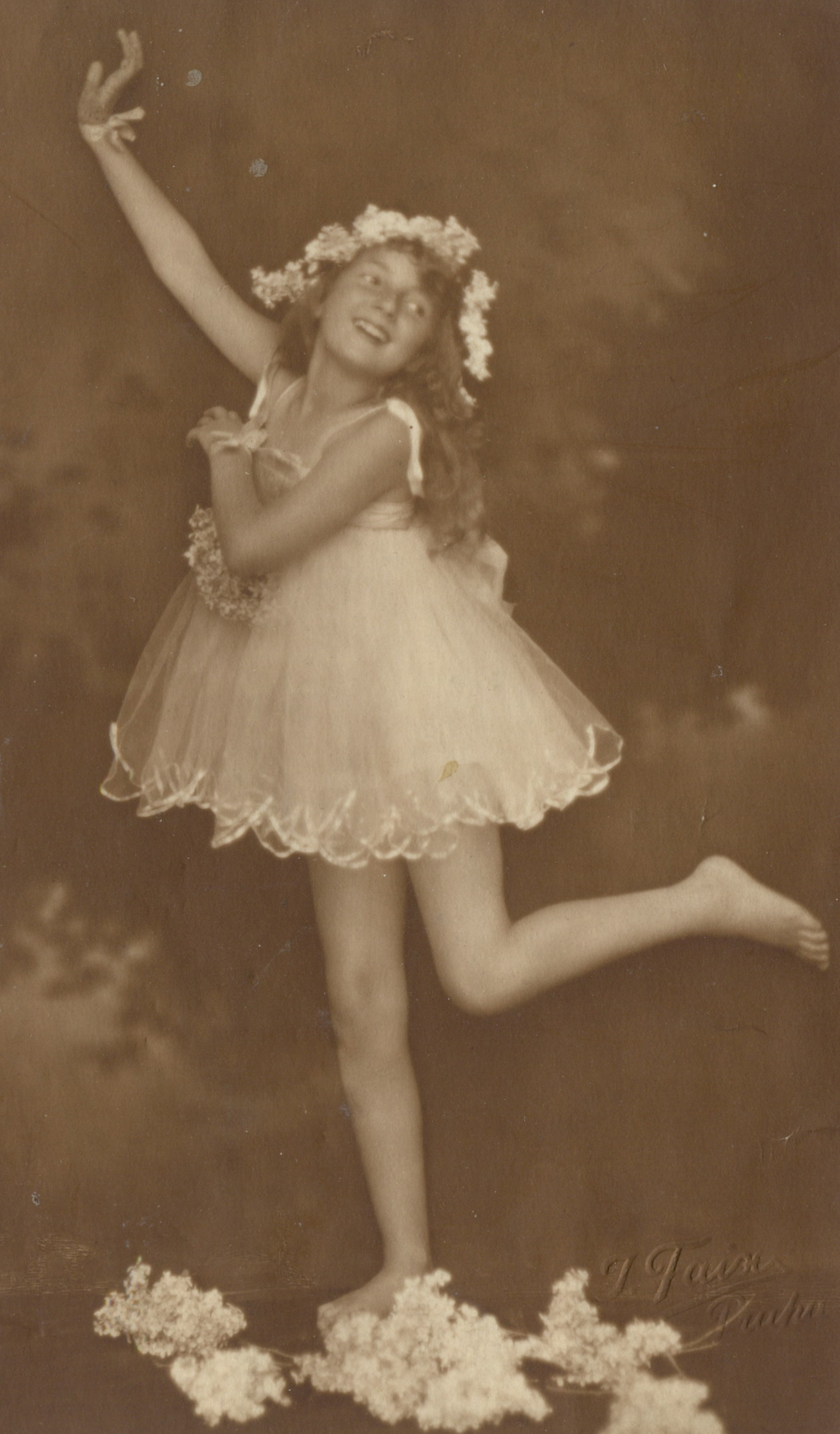
Imagem Ballet de J.Taix, Praha.Little dancing girl. Imagem de domínio público.￼

Cartofilia é a denominação que se dá ao colecionismo de cartões postais.
Atualmente, a internet ajuda muito quem deseja receber postais das localidades mais variadas. Talvez o site mais usado para tal fim seja o Postcrossing, onde é possível fazer trocas com cartofilistas de dezenas de países.
Geralmente, o objetivo maior de um cartofilista é a obtenção de cartões postais do maior número possível de países, normalmente postais que contenham a foto de alguma paisagem ou construção, por exemplo. Mas há variações, como quem colecione postais mostrando animais, personagens de desenhos animados, estádios etc.